# 남양쥐돔
남양쥐돔(학명: Paracanthurus hepatus)는 농어목 양쥐돔과에 속하는 어류이며, 남양쥐돔속의 유일종으로 노랑양쥐돔속과 가장 밀접한 관계를 가지며, 서로 자매군을 형성한다. 몸 길이는 30cm인 중소형 어류에 속한다.

## 특징
남양쥐돔은 이름처럼 아름다운 청색을 띠고 있으며 청색양쥐돔이나 블루탱이나 리걸탱으로 불리기도 한다. 성적으로 성숙할 때 길이는 약 149.2mm이다. 성체는 보통 약 600g(21온스) 정도이며, 수컷이 암컷보다 크게 성장하는 경향이 있다. 등 부분에는 가슴지느러미 끝을 감싸며 눈 방향으로 이어지는 넓은 검은색 영역이 형성되어 있어, 양쪽에 파란색 타원형을 만든다. 꼬리에는 밝은 노란색 삼각형 무늬가 있으며, 그 꼭짓점은 미부 가시 앞에 위치하고, 밑변은 꼬리지느러미 후단에 있다. 꼬리지느러미의 위아래 엽에는 등과 같은 색의 검은 테두리가 있다.
남양쥐돔은 작은 비늘을 가지며, 각각의 윗면에는 짧은 빗살(ctenii)이 있다. 미부 가시 부분의 비늘은 다른 부위보다 약 3배 긴 빗살을 가지고 있다. 눈과 윗턱 사이의 앞부분에 있는 비늘은 크고 결절화된 골판을 형성한다.
몸체는 압축된 타원형이며, 끝에 위치한 주둥이를 가지고 있다. 등지느러미에는 9개의 가시, 2628개의 부드러운 연조, 항문지느러미에는 3개의 가시와 2426개의 부드러운 연조가 있다. 꼬리지느러미에는 16개의 주요 연조가 있으며, 위아래 엽이 약간 돌출되어 있다. 골반지느러미는 1개의 가시와 3개의 연조로 이루어져 있으며, 이는 나소속과 남양쥐돔속의 공통된 특징으로 간주된다. 미부에는 얕은 홈에 위치한 가시가 있으며, 척추뼈 수는 22개다.
남양쥐돔의 치아는 작고, 촘촘히 배열되어 있으며, 빗살 모양을 띠고 절단형(incisor-like)으로 묘사된다. 턱 구조는 외익골(ectopterygoid)이 구개골(palatine)과 사각골(quadrate)을 관절융기 근처에서 연결하며, 설상골(hyomandibular)의 앞등쪽에는 융기가 있다. 아가미덮개(opercle)는 덜 발달되었고 뚜렷하게 볼록한 윤곽을 가진다.
외형상의 약간의 변이가 존재한다. 인도양 서중부 지역 개체는 하체가 노란빛을 띠고, 태평양 개체는 푸른빛을 띤다. 또한 빛이나 멜라토닌 수치 변화에 따라 몸통의 푸른색이 옅어지며, 밤에는 색상이 조금 더 흐려진다.
성격은 온순함,소심함,엉뚱함을 가지는 어류이기도 하고 취침시간이 일정한 어류이기도 하다.

## 먹이
어린 시기에는 주로 플랑크톤을 먹으며, 성체가 되면 동물성 플랑크톤을 섭취하면서 주로 해조류, 이끼류외에 작은 갑각류와 요각류를 먹고, 섬유질 조류(filamentous algae)도 뜯어 먹는 잡식성이 된다.

## 서식지
인도양과 태평양 전역에서 발견되고 필리핀, 인도네시아, 일본, 호주의 그레이트배리어리프, 괌, 호주, 뉴칼레도니아, 사모아 동아프리카, 스리랑카 연안의 산호초 지역이 주된 서식지이다. 적정 수온은 25~27°이며 수심 0~50m의 표해수층에 주로 서식한다.
미국령 사모아, 호주, 영국령 인도양 지역, 브루나이, 크리스마스 섬, 코코스 제도, 코모로, 쿡 제도, 파라셀 군도 및 스프래틀리 군도(분쟁 지역), 피지, 프랑스령 남방 지역, 괌, 인도(니코바르 제도, 안다만 제도), 인도네시아, 일본, 케냐, 키리바시, 마다가스카르, 말레이시아, 몰디브, 마셜 제도, 모리셔스, 마요트, 미크로네시아, 미얀마, 나우루, 뉴칼레도니아, 니우에, 북마리아나 제도, 팔라우, 파푸아뉴기니, 필리핀, 레위니옹, 사모아, 세이셸, 싱가포르, 솔로몬 제도, 소말리아, 남아프리카, 스리랑카, 대만, 탄자니아, 태국, 동티모르, 토켈라우, 통가, 투발루, 미국(하와이), 미국령 군소 제도(라인 제도 및 하울랜드-베이커 섬), 바누아투, 베트남, 월리스 퓌튀나 등에 분포한다.
2015년에는 이스라엘 인근 지중해에서 한 개체가 촬영되었으며, 하와이에서도 두 차례 이주 개체가 발견되었는데, 이는 수족관 방류로 추정된다.

## 생태
남양쥐돔은 낮에 활동하는 주행성 해양 어류로, 연안 해양 천해(neritic) 서식지에서 주로 발견된다. 맑은 물의 외해 산호초 지역이나 중간 내지 강한 조류가 흐르는 수로에서 서식하며, 주로 산호초를 이용하지만, 해초지, 맹그로브, 조류대, 암초에서도 발견된다. 수심은 2~40미터 사이다.
이들은 보통 8~14마리의 소규모 무리를 지어 생활하고, 어린 개체는 Acropora 산호를 은신처로 삼아 무리를 이룬다. 수컷과 암컷의 비율은 대체로 1:1이다.
또한, 이 물고기는 조류를 먹어 산호를 질식시키는 과도한 조류 번식을 억제하여 산호 건강을 유지하는 데 중요한 역할을 한다.

## 생애주기
번식은 연중 이루어지며, 4월에서 9월 사이에 절정을 이룬다. 번식은 주로 외해 경사면에서 오후 늦게나 저녁 시간대에 이루어진다. 이때 물고기 색은 어두운 파란색에서 연한 파란색으로 변한다.
수컷은 암컷을 적극적으로 구애하고, 수면 방향으로 빠르게 올라가면서 알과 정자를 방출한다. 알은 약 0.8mm 크기의 부유성 알로, 기름방울을 포함하고 있다. 수정란은 약 24시간 후 부화하여 은색 복부와 rudimentary(초기 형태의) 미부 가시를 가진 투명한 유생으로 태어난다.
이들은 9~12개월 사이에, 약 149.22mm 크기에서 성적으로 성숙하다. 생식력은 몸무게에 따라 증가하는 경향이 있다.

## 인간과의 관계
남양쥐돔은 상업 어업에서는 중요도가 낮지만, 미끼용으로 사용되기도 한다. 고기는 강한 냄새가 나며 식용으로 선호되지 않는다. 그러나 이 물고기는 몸에 활모양의 검은 무늬와 꼬리지느러미는 연노란색에 등지느러미는 자홍색의 색상으로 아름다운 몸체가 있어 관상어로도 인기가 높아 수족관용으로 널리 채집된다.
스트레스를 받을 경우 꼬리 부위의 가시를 이용해 몸을 보호하는데, 빠르게 꼬리를 휘두르면서 깊은 상처를 입힐 수 있어 주의가 필요하다.
전 세계적으로 가장 인기 있는 해수어 중 하나이며, 거래량 기준으로 8번째로 많이 거래되는 종이다. 1997~2002년 사이 약 74,557마리가 거래되었고, 2011년에는 약 95,000마리가 수입되었다.
야생에서 수집되는 경우가 많아 보존을 위해 양식 전환이 권장되고 있다.

## 대중문화 속 등장
남양쥐돔은 영화 니모를 찾아서에서 도리의 모체가 된 어종이기도 하다. 이전에도 관상어로도 인기가 높았지만 영화가 방영된 이후로는 더욱 인기가 급상승 했으며 니모 효과(Nemo effect)라는 용어가 탄생할 만큼 2003년 영화 개봉 이후 흰동가리 수요가 증가했다는 보도가 있었지만, 이후 연구에서는 그 효과에 대한 의문이 제기되었다. "도리를 찾아서" 개봉 후에도 비슷한 소문이 돌았지만, 실제 수입량 증가는 확인되지 않았다.

## 보전
IUCN에서는 이 종을 "관심 필요 없음(Least Concern)" 으로 분류했다. 2010년 평가 시 개체 수 감소는 관찰되지 않았으며, 현재 개체 수 추이는 알려지지 않았다.
하지만 주로 수족관용 채집과 산호초 서식지 파괴로 인해 위협을 받고 있다. 특히 Acanthuridae 과의 약 80%는 분포 지역에서 산호초의 30% 손실을 경험했다. 이를 보완하기 위해 2016년, 6년에 걸친 연구 끝에 Kevin Barden 박사에 의해 최초로 인공 번식에 성공했다.